# دیاموندهد (میسیسیپی)
دیاموندهد (به انگلیسی: Diamondhead) مکانی در ایالت میسیسیپی کشور ایالات متحده آمریکا است که جمعیت آن در سرشماری سال ۲۰۱۰ میلادی، ۸٬۴۲۵
نفر بوده‌است.